# أولاد الهجالة (الخلطة)
أولاد الهجالة هو دُوَّار يقع بجماعة سيدي موسى المجدوب، عمالة المحمدية، جهة الدار البيضاء سطات في المملكة المغربية. ينتمي الدوّار لمشيخة الخلطة التي تضم 4 دواوير. يقدر عدد سكانه بـ 1756 نسمة حسب الإحصاء الرسمي للسكان والسكنى لسنة 2004.

## روابط خارجية
- البوابة الوطنية للجماعات الترابية
- المندوبية السامية للتخطيط